# بخش مرکزی شهرستان مراغه
بخش مرکزی شهرستان مراغه یکی از بخش‌های تابعه شهرستان مراغه در استان آذربایجان شرقی در شمال غربی ایران است.

## تقسیمات کشوری
- بخش مرکزی شهرستان مراغه
  - دهستان سراجوی شمالی
  - دهستان سراجوی غربی
  - دهستان قره ناز

شهرها: مراغه

## جمعیت
بنابر سرشماری مرکز آمار ایران، جمعیت بخش مرکزی شهرستان مراغه در سال ۱۳۸۵ برابر با ۲۱۳٬۰۷۷ نفر بوده است.در سال ۱۳۹۵ نیز جمعیت این شهرستان به ۲۴۰٬۹۷۲نفر را شامل می شده است.